# Усадьба Бурнаевых
Усадьба Бурнаевых — комплекс исторических зданий в Казани, в Старо-Татарской слободе, на улице Габдуллы Тукая, дома 83, 85. Построен в середине XIX века. Выявленный объект культурного наследия.

## История
Владение принадлежало семье Бурнаевых с начала XIX века. В него входили два здания по линии улицы — главный дом (дом 83) и флигель (дом 85). Двухэтажный главный дом уже существовал к 1852 году. В 1882 году он был надстроен антресольным этажом. Флигель выстроен в 1856 году на месте деревянного здания служб. После 1902 года, когда в Казани был крупный пожар, владение Бурнаевых разделилось на два. В 1930 году оба здания были надстроены до пяти этажей (главный дом вместе со зданиями усадьбы Юнусова составил одно здание, а флигель с соседним домом Хорохова — другое) по проекту архитектора А. Э. Спориуса, образовав два здания жилого комплекса «Дома меховщиков» в стиле конструктивизма. К 2012 году оба дома были расселены и пребывали в аварийном состоянии. При реставрации в 2012—2013 годах надстроенная часть была разобрана (хотя в 1995 году один из домов был признан объектом культурного наследия местного значения), выявленные в составе старые здания усадьбы Бурнаевых были восстановлены по проектным чертежам и фрагментам кладки. Реставрация проведена по проекту Ф. М. Забировой.

## Архитектура
Главный дом оформлен в стиле классицизма. Его отличает трёхчастная симметричная композиция: центральная часть оформлена ризалитом, её венчает аттик с люкарной и двумя вазонами по краям. Первый этаж рустован, его окна с простыми наличниками. Наличники окон второго этажа профилированные, с прямыми сандриками (полукруглыми на центральном ризалите) и фартуками. Над окнами — широкий фриз.
Флигель был построен согласно образцовому проекту архитектора А. И. Песке, он близок по архитектуре к главному дому. Выделяются лопатки на углах здания на высоте второго этажа.